# 栗城史多
栗城 史多（くりき のぶかず、1982年6月9日 - 2018年5月21日）は、日本の登山家。実業家として個人事務所の株式会社たお代表取締役を務めた。北海道瀬棚郡今金町出身。北海道檜山北高等学校 を経て札幌国際大学人文社会学部社会学科を卒業。よしもとクリエイティブ・エージェンシーと2011年9月から業務提携した。
「冒険の共有」をテーマに全国で講演活動を行いながら、年に1、2回ヒマラヤ地域で「単独無酸素」を標榜して高所登山を行っていた。エベレストには、頂上からのインターネット生中継 を掲げ、2009年にチベット側、2010年と2011年にネパール側から挑んだが、8,000mに達することが出来ず敗退。2012年に西稜ルートから4度目の挑戦をするも強風により敗退。この時に受傷した凍傷により、のちに右手親指以外の指9本を第二関節まで切断。2015年の5度目、2016年6度目、2017年7度目のエベレスト登山も敗退した。2018年5月に8度目となるエベレスト登山を敢行したが、途中で体調を崩して登頂を断念し、8連敗を喫した直後の5月21日にキャンプ3から下山中に滑落死した。35歳没。

## 経歴
「元ニート」「元引きこもり」を自称しているが、これはあくまでキャラクター作りのための設定であり、実際にはそのどちらでもない。「元ニート」を名乗るようになったきっかけは、栗城の全国デビューとなる企画に、『電波少年』で知られる日本テレビプロデューサーの土屋敏男が「ニートのアルピニスト、初めてのヒマラヤ」というタイトルをつけたためである。
- 1982年6月9日 - 北海道瀬棚郡今金町に生まれる。
- 2001年、高校卒業後にお笑いタレントを目指してよしもとNSC東京校に入学するが中退し[15]、2002年に札幌国際大学に入学。
- 2002年年末 - 中山峠から小樽市の銭函まで、1週間程度の雪山（標高1,000m前後）の年越し縦走を行った。
- 2004年5月21日 - マッキンリー（現・デナリ）登頂に向けて日本から出発。初の海外旅行。
  - 6月12日17時10分 - マッキンリー（北米最高峰 標高6,194m）登頂。
- 2005年1月 - アコンカグア（南米最高峰 6,959m）登頂。
  - 6月 - エルブルース（ヨーロッパ最高峰 5,642m）登頂。
  - 10月 - キリマンジャロ（アフリカ最高峰 5,895m）登頂。
- 2006年10月 - カルステンツ・ピラミッド（オセアニア最高峰 4,884m）登頂。
- 2007年5月 - チョ・オユー（世界第6位高峰 8,201m）登頂。7,700m地点からスキー滑降した。登頂の様子は第2日本テレビにて「ニートのアルピニスト、はじめてのヒマラヤ」の題で動画配信された[16]。
  - 12月 - ビンソンマシフ（南極大陸最高峰 4,892m）登頂。
- 2008年10月 - マナスル（世界第8位高峰 8,163m）に「無酸素」「単独」登頂したと主張するが、ヒマラヤン・データベース、日本山岳会の双方から登頂を認定されていない[17][18]。
- 2009年5月 - ダウラギリ（世界第7位高峰 8,167m）登頂。インターネット生中継を行う。
  - 9月 - チョモランマ・北稜北壁メスナールート（世界最高峰 8,848m）登頂を目指したが、グレートクーロワールに達せず、体力の限界により7,950mで敗退。
- 2010年5月 - アンナプルナ（世界第10位高峰 8,091m）登頂を目指したが、7700mで敗退。
  - 8月末から - 2度目の挑戦となるエベレスト・南東稜ノーマルルート登頂を目指したが、C4サウスコル7,900mに達することができず7,750mで敗退。この挑戦では栗城隊のシェルパが1人死亡している[19]。
  - 12月 - 登山とインターネットを結んだ功績が評価され、ファウスト大賞を受賞[4] 。
- 2011年5月 - シシャパンマ（世界第14位高峰 8,013m）の登頂を目指したが体調不良により敗退。南西壁から7600m地点まで[20]。
  - 8月末から - 3度目の挑戦となるエベレスト・南東稜ノーマルルート登頂を目指したが敗退。7800m地点で食料などを埋め、一度ベースキャンプに戻り体調を整えて頂上アタックを目指したが、埋めておいた食料をキバシガラスに荒らされたため登頂を断念したと発表した[4]。このアタック開始の際には事前に予定していたC3でのキャンプ設営、馴化のための宿泊をしておらず、大きくルートを外れた雪の斜面に荷物をデポしていた[21]。この挑戦では同行スタッフであるフリーカメラマンの木野広明が死亡している[22]。死亡原因はくも膜下出血であった[4]。
- 2012年5月 - シシャパンマ登頂を目指したが、7000m地点到達前に進行が不可能になり敗退。下山中に滑落して負傷し、救助に向かったシェルパと共に下山したと発表した[23][24]。序盤の荷上げの際にガレ場で転倒し膝を故障[25]、一旦アタックステージに入りながらロープを取りにベースキャンプに戻り[26] 数日浪費するなどの失態を連発。スケジュールが逼迫する中で6000m以上の高度で宿泊する高地順応作業も行わず、当初予定していたC1（6700m地点）、C2（7500m地点）などの中間キャンプの設営も行わないまま深夜の最終アタックに出ていた[27]。
  - 8月末から - 4度目の挑戦となるエベレスト・西稜ルートで登頂を目指したが7700mで敗退[28][29]。C2（6400m）地点で人差し指が凍傷に罹患していたにも拘らず登山を続行[30]。当初予定していた地点より500m低い7500m地点のC4から最終アタックに出たものの強風のため撤退。凍傷が悪化しC4からの下山が不可能になったため救助を要請し、シェルパによりC2まで下ろされた後、ヘリコプターでカトマンズの病院に搬送された[28][29]。この際、凍傷の境目が一直線であったことから、自作自演を疑う声が続出した[31]。
- 2013年11月から2014年1月にかけて、2012年に受傷した凍傷のため右手親指以外の両手指9本を第二関節から切断[注 5]。
- 2014年7月24日 - ブロード・ピーク（世界第12位高峰 8,047m）登頂。
- 2015年8月末から - 5度目のエベレスト登山に挑み、南東稜ノーマルルートからの登頂を目指したが、サウスコル付近で敗退[33]。
- 2016年5月 - アンナプルナ、6300mで敗退。
  - 9月より6度目のエベレスト登山。9月2日にベースキャンプに入り、「北側（中国）のグレート・クーロワールをアドバンス・ベースキャンプ（通称ABC）から氷河を登りつめ、傾斜の緩い壁に入り、そこからダイレクトに山頂を目指す」[34] としていたが7400mで敗退。敗退に際して「秋は風と雪が多く条件が難しいので、次回は雪が少ない厳冬期を考えている」「持参したGPSは7500m以上だとズレが大きく、また重量軽減の理由もあり途中から使用を中止した」[35] と語った。
- 2017年春 - 中国側からエベレスト北壁に挑むとしていたが、遠征後半にネパール側に移動するなどルートを二転三転し、最終的に5月29日にネパール側ノーマルルートの6800m付近まで登った直後に断念した。
- 2018年5月21日 - 8度目のエベレスト登山中に体調を崩し標高7400m付近より下山。キャンプ2付近にいたシェルパがルートを登って捜索したところ、栗城の遺体を発見した[36]。35歳没。同行したシェルパ4人が確認した[1]。同日、株式会社たおは栗城が遺体で発見されたことを発表した[37]。同日にAbemaTVでの登山生放送を予定していた矢先での遭難だった。死去により生放送は中止となった[38]。
  - 栗城の死を巡っては、栗城やその周辺人物に問題があったとする指摘がなされている。

登山ライターの森山憲一は、「(昔の栗城さんは)登山ルートも、ここ数年ほど、でたらめに困難なところを選ぶことはなく、冒険の共有についても、意欲的に、主体的に行なっているように見えた。テレビで放映される派手なパフォーマンスには、好き嫌いはあっただろうが、だれかの心を揺さぶるものは確実にあったはずだ。（中略）あるときから、栗城さんのなかで、どこか歯車が狂ってきていたのだと思う」としている。
スポーツライターの臼北信行は、栗城の死を「無理矢理な感も漂う周囲の後押しによって「無謀」と言われる、この“挑戦企画”が打ち立てられた結果」と評し、栗城をプロモートしたマスメディアに責任があると非難した。

## 登山活動の実態

### 登山家としての能力について
登山界では、栗城は実力の伴わない登山家だと見なされていた。例えば服部文祥は栗城の実力を「3.5流」とテレビ番組で評した。栗城の登山技術は、本人の掲げる目標に見合わない水準だったともされ、2010年のエベレスト挑戦の際には「大学生用のトレーニング壁を登れなかった」「羊蹄山(標高1898m)登頂を7合目で断念した」との証言も残されている。「両手の指9本の第2関節から先を失ってしまって（中略）エベレストの南西壁という絶壁を登ることなど、わざわざ命を捨てに行くようなもの」 という評価もあった。
登山ライターの森山憲一は、2017年に「野球にたとえてみれば、栗城さんは大学野球レベルというのが、正しい評価なのではないか」「このまま栗城さんが北壁や西稜にトライを続けて、ルート核心部の8000ｍ以上に本当に突っ込んでしまったら、99.999％死にます」 と警告する記事を執筆し、栗城本人とも面会したが、説得には失敗したという。
生前の栗城に対しては、登山界では「栗城には登頂するつもりが無いのではないか」という憶測もあった。例えば、登山専門誌『ROCK&SNOW』（山と渓谷社）の編集長（当時）・萩原浩司は、2015年の取材で「彼の体力・技術・経験は十分とは言えず、山への甘さを感じて危険だ。引き返すことが前提のトライにも見える」と苦言を呈している。しかし先述の森山は、栗城の死後、様々な関係者に話を聞いた結論として「栗城さんは本気で登れると考えていたようです」「端から見たら嘘に見えても、本人は嘘をついているつもりはなかった。できるものだと信じ込んでいた」「それに周りの人間が勝手に惑わされたり、騙されたりしちゃった」 という見解を述べている。

### 「単独無酸素」という表現について
栗城はその登山活動において「日本人初となる世界七大陸最高峰の単独無酸素登頂に挑戦している」との文言をマスコミ向けに使用しており、全てのヒマラヤ遠征でも「単独無酸素」を標榜していた。
世界七大陸最高峰において、通常酸素ボンベを使用する必要があるとされるのは、そもそも標高8000メートルを越えるエベレストのみであり、その他の六大陸の最高峰においては元々、酸素ボンベを必要としていない。栗城は結局エベレストの登頂には成功しなかった。なお、日本人の無酸素でのエベレスト登頂は1983年の川村晴一らによって達成されて以降、2010年までに7名が成功している他、世界的には初の無酸素登頂が成された1978年から1995年までに、延べ70名の登山者によって達成されている（下山中の死亡者を含む）。
また、登山における「単独登頂」については明確な定義が無く、登山者間の相互評価に任されている現状にあるが、過去の著名な登山家たちは、単独登頂の評価を得るため、自らの行動に厳密なルールを課している。1995年5月13日にエベレスト無酸素・単独登頂に成功したイギリス人女性のアリソン・ハーグリーブス（Alison Hargreaves）は、固定ロープを使用しないことは勿論、他の隊から勧められた紅茶すら断っている。栗城は自らを単独登山者（ソロ・アルピニストと呼称）としているが、エベレスト以前に成功した他の六大陸最高峰登頂の段階から他者の設置した固定ロープを使用している 他、プロフィール記載の実績のほとんどが他の登山客で溢れ必然的に先行者が雪を踏み固めたトレースを辿ることとなるハイシーズンのノーマルルートで為されたものである（マッキンリーでの植村直己の遭難は条件が大きく異なる厳冬期である）。更に栗城は、登山に際して現地人ガイド帯同が義務付けられているキリマンジャロにおいても単独登頂を達成したとしている。
登山の専門誌『山と渓谷』は、2012年3月号で栗城の「単独無酸素」を「その言葉に値しない」と否定した。
2012年5月に日本人初となる8,000m峰全14座（うち11座は無酸素）に登頂した竹内洋岳は、2008年に自らの公式ブログにて、「単独無酸素」の表現を用いながら栗城が紹介されているクライミングウェアの広告に対し、「彼（栗城）自身の目標に向かう姿は素晴らしい」としながらも、「なぜ彼は『単独』『無酸素』という言葉をこうも安易に使ってしまうのだろうか？（中略）恐らく、この栗城さん自身は『単独』とか『無酸素』とかの意味をそこまで深くは考えていなかったのかもね。（中略）たぶん、彼の周りにいる大人がなにか『美味しい都合』で、いろいろ脚色したんじゃないかな？ よくわからない一般の人々を、だまそうとしてるみたいな広告…」と評している。

### 単独について （アルパインスタイルと極地法）
一般的に登山界で言われる「単独登頂」とは、登山の行程の全てを一人で行い、初登頂者のベースキャンプを基準にしてベースキャンプより上で他者からのサポートを一切受けず、あらかじめ設営されたキャンプ、固定ロープ、ハシゴ等も使わずに登ること（アルパインスタイル）を指す。栗城の言う「単独登頂」とは、ベースキャンプから自らの荷物を全て背負い登頂することのみを指すため、アルピニズムの見地から評価される「単独登頂」とは異なる。栗城は他の登山隊が設置した固定ロープ等を使って登頂している。またヒマラヤ登山の際には、栗城隊と呼ぶ大規模なサポート隊を編成し、シェルパが固定ロープ設置などのルート工作やキャンプ設営を行い、無線により気象情報や行動計画などのサポートを受けて登っている（極地法と呼ばれる）。なお栗城は、キリマンジャロやエベレストなどで過去に数回、自力下山が困難になり、シェルパやポーターに救助されている。2015年のエベレストに際しては、ヒマラヤにおける栗城のサポートを行っているボチボチトレック社のティカ・ラム・グルンは「C2まで6人のサポートが随伴した」と発言している。
また最後のエベレストへの「単独無酸素」アタックとなった2018年5月、本人の死亡を伝える『The Himalayan Times』の速報 において、シェルパ4人が同行していた旨が記載されている。

### 無酸素について
「酸素ボンベ」を使用しないで登ることを、高所登山の世界では単に「無酸素」と呼ぶ。
栗城の登山では、1つ下のキャンプにシェルパのサポート隊が酸素ボンベを用意して待機しており、いざというときは酸素ボンベを持って救助に行ける体制になっている。栗城は2010年のエベレストで7900mのサウスコルに到達できず撤退。下山途中にインターネットによる生中継で「前日に体調が悪かったため、シェルパがC3に上げた酸素を吸った」と公言。生中継中にも酸素ボンベを使用した。

## 登山以外の活動について

### 「冒険の共有」を実現するための活動について
栗城の著書『一歩を越える勇気』で、「わらしべ登山家は毎日、各界で活躍する人たちに会いに行っている。」と記している。わらしべとはわらしべ長者を意味する。通常、エベレスト登頂のためには、入山料、渡航費用、シェルパを含むスタッフなどの多くの費用が必要となる。このため、金なし・コネなしの若い登山家が登頂を実現するためには、スポンサーの資金協力が必須となる。登山活動以外に、日本全国で講演活動を行い登山活動資金を集めていた。また、自ら多くの企業のトップの人たちと面談を行い、協力のための営業活動を行っていた。2010年のエベレスト挑戦の際には、複数のスポンサー協力を実現している。河野啓はこの営業力こそが栗城の特筆点であり、また、狂わせてしまった点であったと批評している。
栗城のいう「冒険の共有」は、挑戦における失敗と挫折の共有を意味し、それを共有することで「否定」という壁に向かっている人や、見えない山を登るすべての人の支えとなるとともに、人生という山登りを楽しめる人を増すことだという。栗城がこうした考えを持つにいたった背景には、大学3年時にマッキンリー単独登頂を目指した際に、周囲から起こったのは、応援ではなく否定の声ばかりであったため、一人で山にいる時よりも深い孤独感にさいなまれた経験が影響していたと自述している。このとき、唯一肯定的な言葉をかけたのは、栗城の父で、出発直前の空港で、電話で一言「信じてるよ」という言葉をかけられたことで一歩踏み出すことができ、今の自分がいると公式ウェブサイトで語っていた。
2009年のエベレスト登頂生中継では、ギネスに挑戦と題して『（世界一高いところで）流しそうめん』・『（同）カラオケ』企画が設けられた（ギネス申請は危険すぎるという理由で却下された）。河野啓は質よりスケール感に酔ってしまった代表例として本企画を挙げている。

### 講演活動について
「冒険の共有」をテーマに一年の半分ほど全国で講演活動を行っていた。講演スタイルは栗城単独と他者とのコラボによる講演会に分けられる。単独開催では小中学校、高校、各種団体企業から招かれての講演と栗城の熱烈な個人ファンが組織した実行委員会主催などが多かった。他者とのコラボでは山崎拓巳、中村文昭、てんつくマン（軌保博光）、大嶋啓介、等と共演をしていた。主催は共演各氏の熱烈な支持者が組織した実行委員会が多く、（株）日本成功学会が母体の自己啓発全国塾「3％の会」なども主催、後援していた。

## 出演

### テレビ
- タカアンドトシのどぉーだ! （2008年1月12日、北海道文化放送） その後複数回ゲスト出演（道産子登山家として緑色のTシャツを着用）
- ザ・ノンフィクション  山のバカヤロー 〜登山家 栗城史多〜 （2009年2月22日、フジテレビ）
- ザ☆ネットスター! 「エベレストで流しそうめん! 登山家栗城史多さんライブ配信」 （2009年10月2日、NHK BS2）
- サミット 極限への挑戦[62] （2010年1月4日、NHK総合テレビ）
- バース・デイ （2010年、TBSテレビ）
  - 日本人初！単独無酸素でエベレストへ命知らずの登山家に密着（前編） （2010年1月25日、[63]
  - 登山家 栗城史多 27歳 単独無酸素でのエベレスト登頂への挑戦 第2章 （2010年2月1日、TBSテレビ）[64]
- BSジャパン開局 10周年記念番組「美しい地球の讃歌」（2010年5月22日、BSジャパン）
- アナザースカイ （2010年7月9日、日本テレビ）
- 嵐にしやがれ （2010年7月10日、日本テレビ）
- 頂の彼方へ…栗城史多の挑戦 （2010年7月17日、BSジャパン）
- 人生が変わる1分間の深イイ話 （2010年8月2日、日本テレビ）
- 地球の頂きへ 栗城史多 エベレスト挑戦 （2010年10月24日、テレビ東京）
- たけしとひとし （2010年12月10日、日本テレビ）[注 8]
- 地球の頂きへ 栗城史多 エベレスト挑戦〜完全版（2011年1月3日、テレビ東京）
- 金曜日のスマたちへ （2011年2月25日、TBSテレビ）
- 遥かなる頂 （2011年8月14日、テレビ東京）
- 日経スペシャル カンブリア宮殿 諦めないことが道を拓く！（2011年9月8日、テレビ東京）[65]
- ザ・ノンフィクション  山のバカヤロー2 （2012年5月6日、フジテレビ）
- No Limit 終わらない挑戦 （2012年12月23日、NHK総合テレビ）[66]
- 5度目のエベレストへ〜栗城史多 どん底からの挑戦〜（2016年1月4日、NHK総合テレビ）語り山本彩
- NHKスペシャル “冒険の共有”栗城史多の見果てぬ夢 （2019年1月14日、NHK総合テレビ）

### ラジオ
- Tokyo Midtown presents The Lifestyle MUSEUM （2010年1月22日、Tokyo FM）

## 書籍

### 著書
- 『一歩を越える勇気』 （2009年、サンマーク出版）
- 『NO LIMIT ノーリミット 自分を超える方法』[注 9]（2010年、サンクチュアリ・パブリッシング）
- 『弱者の勇気 小さな勇気を積み重ねることで世界は変わる』（2014年、学研マーケティング）

### 関連書籍
- 『デス・ゾーン 栗城史多のエベレスト劇場』（著者:河野啓）（2020年、集英社）
- 『日本人とエベレスト 植村直己から栗城史多まで』（編者:山と渓谷社）（2022年、山と渓谷社）
- 『「冒険・探検」というメディア: 戦後日本の「アドベンチャー」はどう消費されたか』（著者:高井昌吏）（2023年、法律文化社）

## 音楽
- CLIFF EDGE 「NO LIMIT 〜勇気をキミに〜」（CLIFF EDGEアルバム『Re:BIRTH』収録）（2010年9月8日、キングレコード、KICS-1610）[注 10]